# McDonnell Douglas MD-90
O McDonnell Douglas MD-90 é um avião americano de fuselagem estreita desenvolvido pela McDonnell Douglas a partir do MD-80, ele próprio derivado do DC-9. Ele voou pela primeira vez em 22 de fevereiro de 1993 e o primeiro McDonnell Douglas MD-90 foi entregue à Delta Air Lines em fevereiro de 1995.

## Desenvolvimento

### MD-90
O MD-90 foi firmemente lançado em 14 de novembro de 1989, quando a Delta Air Lines fez um pedido de 50 MD-90s, com opções para mais 110 aeronaves. A aeronave voou pela primeira vez em 22 de fevereiro de 1993 e o primeiro MD-90 foi entregue à Delta Air Lines em fevereiro de 1995.

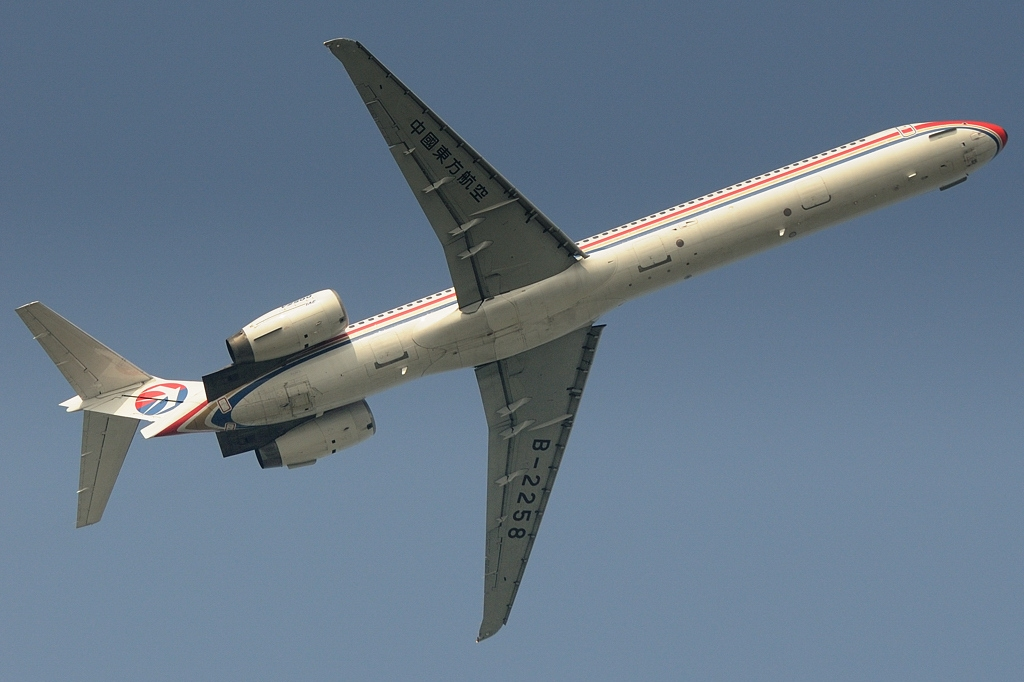
Um McDonnell Douglas MD-90-30 da China Eastern Airlines

O MD-90 é um avião comercial de médio e médio porte desenvolvido a partir da série MD-80. Assemelhando-se à versão preliminar do MD-88 de março de 1984, o MD-90 é uma versão atualizada do MD-80 básico com sistema de instrumento eletrônico de voo semelhante (EFIS) e motores IAE V2500 mais potentes, silenciosos e com baixo consumo de combustível em vez dos motores JT8D, que impulsionam a série MD-80. Isso fez o MD-90 a primeira variante derivada do DC-9 a usar um motor high by-pass.
Os assentos típicos para o MD-90 variam de 153 a 172 passageiros, dependendo da configuração da cabine e do layout interno.
Os MD-90 iniciais apresentam uma cabine EFIS semelhante à cabine do MD-88. Os 29 MD-90s entregues à Saudia apresentam um cockpit totalmente envidraçado com aviônicos e um painel de exibição semelhante ao do MD-11 para facilitar a transição para os pilotos do MD-11, também operado pela Saudia.

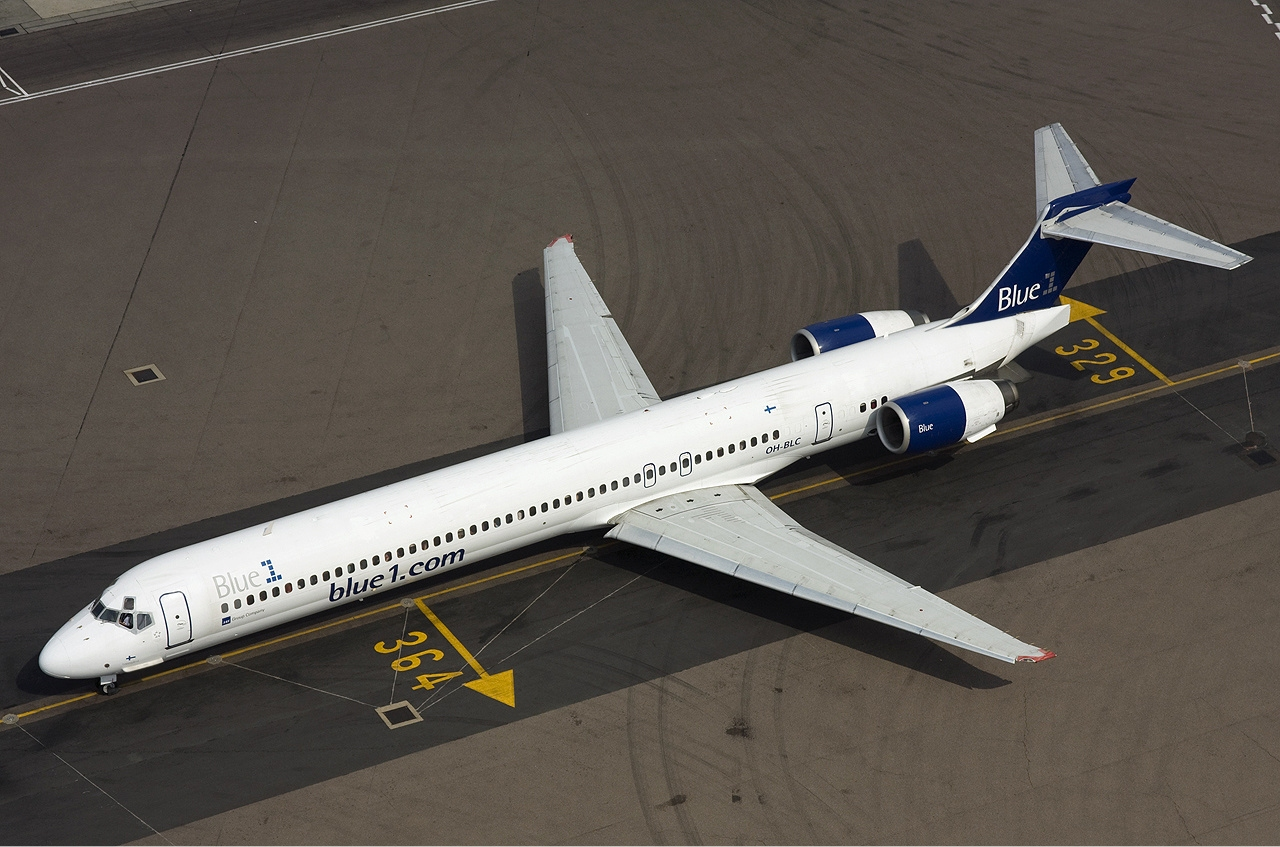
Um MD-90-30 da Blue1

Nenhum pedido de MD-90 foi recebido após a fusão da Boeing e da McDonnell Douglas em 1997 devido à competição interna com o Boeing 737. A Delta Air Lines tinha inicialmente feito um grande pedido do MD-90 para substituir alguns antigos Boeing 727. Após a fusão da Boeing com a McDonnell Douglas, a Delta cancelou seus 19 pedidos de MD-90 restantes em favor do Boeing 737-800. Um total de 40 MD-90s seriam montados sob contrato em Xangai, sob o programa Trunkliner, mas a decisão da Boeing de eliminar o MD-90 resultou em apenas dois construídos pela Shanghai Aircraft.
A produção do MD-90 terminou em 2000, com o último avião sendo entregue à Saudi Arabian Airlines, e a produção do MD-90T em Xangai terminou em 2000. Com 116 aeronaves MD-90 produzidas, a produção do MD-90 era o menor entre a família DC-9.
Em 2 de junho de 2020, a Delta Air Lines operou seu último MD-90 nos voos comerciais.

## Variantes

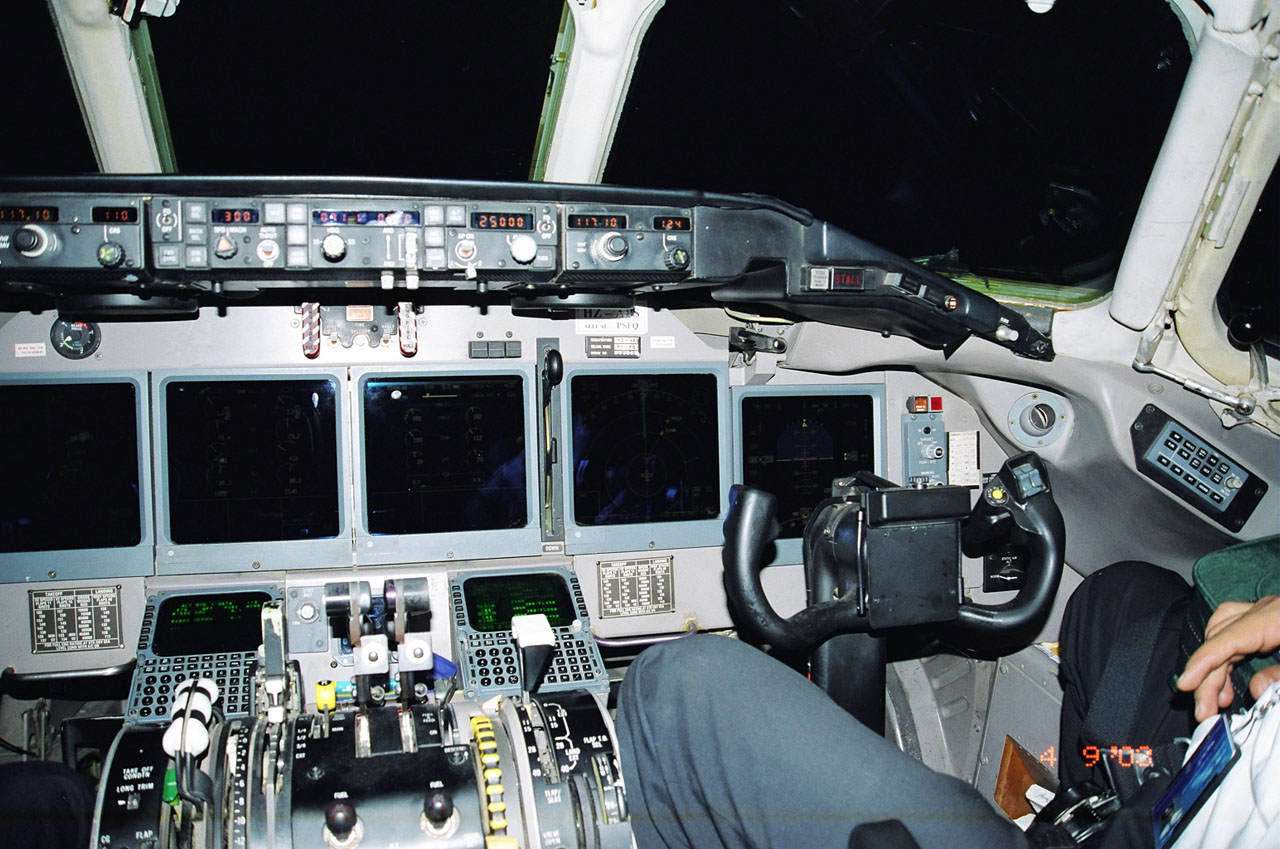
Cabine de um MD-90 da Saudia modernizado com glass cockpit

### MD-90-10
O modelo MD-90-10 é uma variante mais curta com o mesmo comprimento do MD-87, transportando de 114 passageiros em um layout de três classes a 139 passageiros em uma configuração de alta densidade. Ele tem um peso máximo de decolagem (MTOW) de 69,49 toneladas curtas (63,04 t; 138.980 lb; 63.040 kg) e um alcance de 2.410 nm (2.780 mi; 4.470 km) com reservas de combustível. O empuxo do motor seria 22.000 lbf (99 kN). Esta variante não foi construída.

### MD-90-10EC
Versão não construída da "European Community" do MD-90-10, com um MTOW mais alto e o empuxo do motor elevado aos níveis do MD-90-30 para um alcance maior de 3.000 nmi (3.450 mi; 5.550 km).

### MD-90-20
Retrofit de aeronaves da série MD-80 para motores V2500.

### MD-90-30
Variante básica com dois motores V2525-D5 e uma cabine EFIS semelhante ao do MD-88. Este motor também tem a opção de adicionar 3.000 lbf para uso em condições quentes e altas, se necessário, ativando um interruptor na cabine de comando.

### MD-90-30EC
Versão não construída da "European Community" do MD-90-30, com um MTOW mais alto e o empuxo do motor aumentado para um alcance aumentado de 2.800 nm (3.220 mi; 5.180 km).

### MD-90-30IGW
Versão de peso bruto aumentado.

### MD-90-30ER
Versão Extended Range (ER) do MD-90-30.

### MD-90-30T "Trunkliner"
Variante do MD-90-30 montado pela Shanghai Aviation Industrial Corporation na República Popular da China. A produção foi inicialmente planejada para 40, mas tarde reduzida para 20, com apenas duas construídas no final.

### MD-90-30EFD
Versão "Enhanced Flight Deck" do MD-90 com instrumentação semelhante ao MD-11.

### MD-90-40
Uma variante proposta de 172 pés de comprimento com capacidade máxima de até 217 passageiros, embora o layout normal de três classes comportasse 170-180 passageiros.

## Operadores
A Delta Air Lines foi a última operadora do McDonnell Douglas MD-90 em 2020. Em 2017, a Delta começou a retirar seus MD-90, antes de aposentar seus MD-90s restantes após seus voos finais em 2 de junho de 2020.

## Acidentes e incidentes
Em maio de 2018, o McDonnell Douglas MD-90 esteve envolvido em três incidentes, incluindo um acidente com perda total, com 1 fatalidade.

### Acidentes

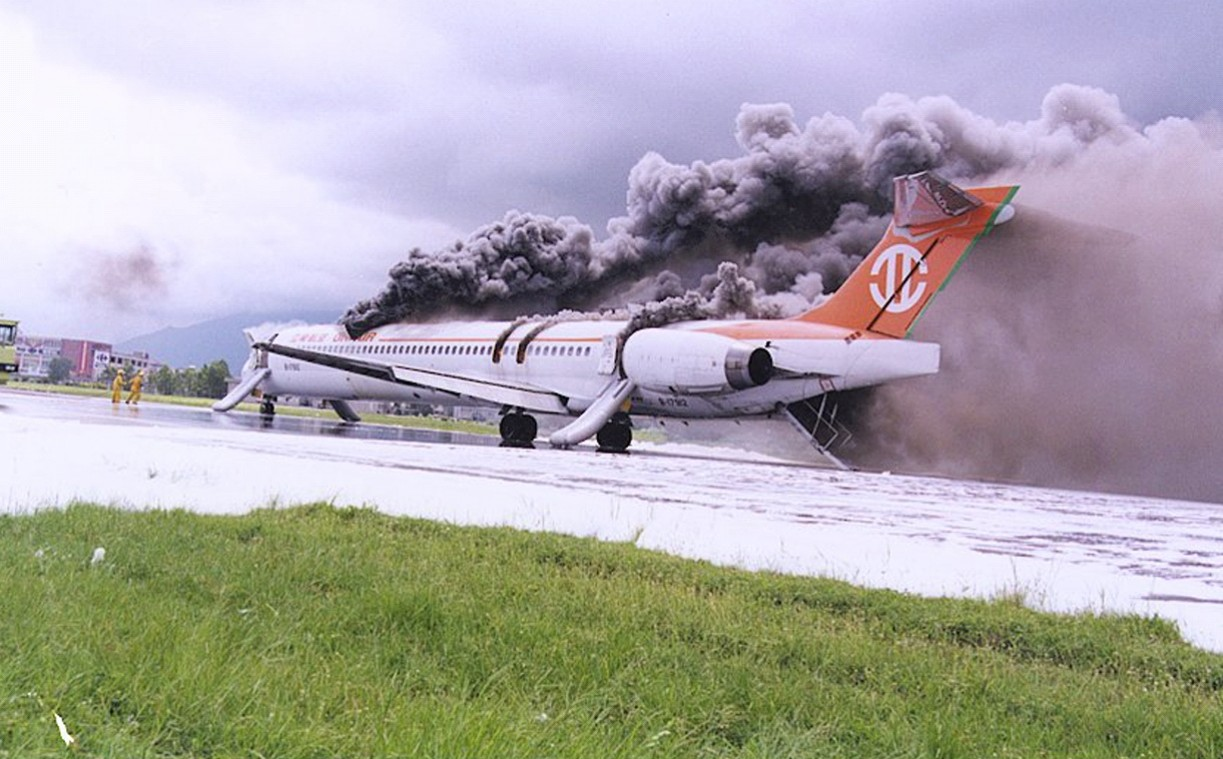
A aeronave envolvida no acidente em chamas na pista do Aeroporto de Hualien

- 24 de agosto de 1999: um McDonnell Douglas MD-90 da Uni Air prefixo B-17912, operando o Voo Uni Air 873, pegou fogo depois que a bagagem de mão de um passageiro contendo gasolina foi incendiada por uma bateria de motocicleta contida na bagagem de mão de outro passageiro. Dos 96 ocupantes a bordo, entre passageiros e tripulantes, 27 ficaram feridos e 1 morreu.[29]

### Incidentes
- 9 de março de 2009: um McDonnell Douglas MD-90-30 da Lion Air prefixo PK-LIL, operando o Voo Lion Air 793, saiu da pista durante o pouso. A aeronave pousou à esquerda da linha central da pista 25 e começou a derrapar para a direita. Todos os 172 ocupantes a bordo, entre passageiros e tripulantes, sobreviveram.
- 8 de maio de 2009: um McDonnell Douglas MD-90-30 da Saudia prefixo HZ-APW, operando o Voo Saudia 9061, foi substancialmente danificado durante uma saída de pista no Aeroporto Internacional Rei Khalid. Todos os 7 ocupantes a bordo sobreviveram.

## Especificações

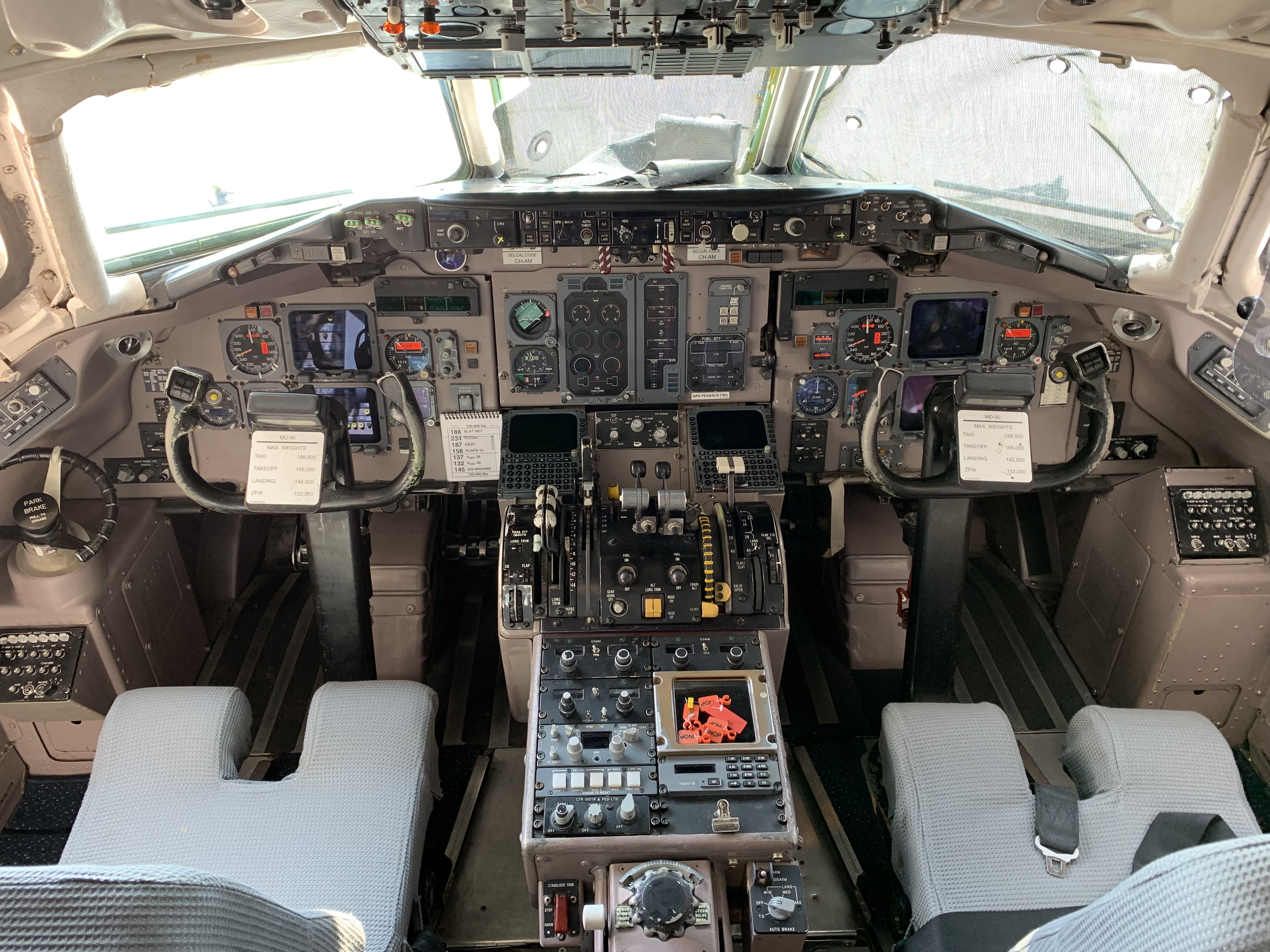
Cabine de um MD-90 da Delta Air Lines

| Variant               | MD-90-30                                             | MD-90-30ER                                           |
| --------------------- | ---------------------------------------------------- | ---------------------------------------------------- |
| Seating, 2–class      | 153-158: 12J@36" + 141/146Y@31-33"                   | 153-158: 12J@36" + 141/146Y@31-33"                   |
| Seating, 1–class      | 163-172Y@29-33"                                      | 163-172Y@29-33"                                      |
| Cargo                 | 1,300 cu ft (36.8 m3)                                | 1,177 cu ft (33.3 m3)                                |
| Length                | 152.6 ft (46.51 m)                                   | 152.6 ft (46.51 m)                                   |
| Fuselage              | 131.6×142 in (334.3×360.7 cm) width × height         | 131.6×142 in (334.3×360.7 cm) width × height         |
| Wingspan              | 107.8 ft (32.86 m)                                   | 107.8 ft (32.86 m)                                   |
| Height                | 30.6 ft (9.33 m)                                     | 30.6 ft (9.33 m)                                     |
| MTOW                  | 156,000 lb (70,760 kg)                               | 166,000 lb (75,296 kg)                               |
| Empty weight          | 88,200 lb (40,007 kg)                                | 88,400 lb (40,098 kg)                                |
| Max. payload          | 41,800 lb (18,960 kg)                                | 43,600 lb (19,777 kg)                                |
| Fuel capacity         | 39,128 lb (17,748 kg)                                | 39,128 lb (17,748 kg)                                |
| Turbofan engines (2×) | IAE V2525-D5                                         | IAE V2525-D5                                         |
| Unit thrust           | 25,000 lbf (111.21 kN)                               | 25,000 lbf (111.21 kN)                               |
| VMO                   | Mach 0.84 (506 kn; 937 km/h) at 27,240 ft (8,303 m)  | Mach 0.84 (506 kn; 937 km/h) at 27,240 ft (8,303 m)  |
| Cruise speed          | Mach 0.76 (438 kn; 812 km/h) at 34,777 ft (10,600 m) | Mach 0.76 (438 kn; 812 km/h) at 34,777 ft (10,600 m) |
| Ceiling               | 37,000 ft (11,278 m)                                 | 37,000 ft (11,278 m)                                 |
| Range, 153 pax        | 2,045 nmi (3,787 km)                                 | 2,237 nmi (4,143 km)                                 |
| Takeoff runway        | 7,000 ft (2,134 m) at 156,000 lb, ISA, SL            | 7,000 ft (2,134 m) at 156,000 lb, ISA, SL            |

1. ↑  with aux fuel tank: 89,188 lb (40,455 kg)
2. ↑  with aux fuel tank: 42,913 lb (19,465 kg)
3. ↑  Option: 28,000 lbf (124.55 kN) V2528-D5
4. ↑  2,455 nmi (4,547 km) with extra 565 US gal (2,140 L) auxiliary fuel tank